# Coelioxys bruneipes
Coelioxys bruneipes är en biart som beskrevs av Pasteels 1968. Coelioxys bruneipes ingår i släktet kägelbin, och familjen buksamlarbin. Inga underarter finns listade i Catalogue of Life.